# Europese kampioenschappen schaatsen afstanden 2020 - 1500 meter mannen
De Europese kampioenschappen schaatsen 2020 - 1500 meter mannen werd gehouden op vrijdag 10 januari 2020 in ijsstadion Thialf in Heerenveen.
Titelverdediger was Denis Joeskov die de titel pakte tijdens de Europese kampioenschappen schaatsen 2018. Hij werd verslagen door Thomas Krol en moest met zilver genoegen nemen.

## Uitslag
| #      | Schaatser             | Land | Tijd    |
| ------ | --------------------- | ---- | ------- |
| Goud   | Thomas Krol           | NED  | 1.43,67 |
| Zilver | Denis Joeskov         | RUS  | 1.44,80 |
| Brons  | Patrick Roest         | NED  | 1.44,82 |
| 4      | Sverre Lunde Pedersen | NOR  | 1.45,43 |
| 5      | Koen Verweij          | NED  | 1.45,88 |
| 6      | Sindre Henriksen      | NOR  | 1.46,27 |
| 7      | Livio Wenger          | SUI  | 1.46,46 |
| 8      | Bart Swings           | BEL  | 1.46,76 |
| 9      | Mathias Vosté         | BEL  | 1.47,02 |
| 10     | Håvard Bøkko          | NOR  | 1.47,16 |
| 11     | Sergej Trofimov       | RUS  | 1.47,56 |
| 12     | Marcin Bachanek       | POL  | 1.47,59 |
| 13     | Andrea Giovannini     | ITA  | 1.47,65 |
| 14     | Stefan Emele          | GER  | 1.47,91 |
| 15     | Francesco Betti       | ITA  | 1.48,28 |
| 16     | Alessio Trentini      | ITA  | 1.48,47 |
| 17     | Haralds Silovs        | LAT  | 1.48,50 |
| 18     | Gabriel Odor          | AUT  | 1.49,46 |
| 19     | Sebastian Klosinski   | POL  | 1.49,47 |
| 20     | Vital Michajlaw       | BLR  | 1.52,16 |